# Petits-Méchins
Petits-Méchins est un village de l'Est du Québec situé sur la péninsule gaspésienne dans la région du Bas-Saint-Laurent faisant partie de la municipalité des Méchins dans la municipalité régionale de comté de Matane au Canada.

## Toponymie
Le premier relevé du toponyme des Petits-Méchins remonte à un rapport datant de 1859 où l'on nomme les Grands-Méchins (aujourd'hui devenu la municipalité des Méchins) et les Petits-Méchins. Les qualiquatifs « grand » et « petit » sont pour distinguer les deux hameaux en les comparant par leur population.

## Géographie
Le hameau des Petits-Méchins fait partie de la municipalité des Méchins dans la municipalité régionale de comté de Matane au Bas-Saint-Laurent. Il est situé sur la rive sud du fleuve Saint-Laurent sur la péninsule gaspésienne à l'est de la ville de Matane.

### Source en ligne
- Commission de toponymie du Québec